# الوادي (المخادر)

تعديل مصدري - تعديل

الوادي محلة تابعة لقرية صواح، التابعة لعزلة المعشار بمديرية المخادر إحدى مديريات محافظة إب في الجمهورية اليمنية، بلغ تعداد سكانها 37 حسب تعداد اليمن لعام 2004.